# Port lotniczy Cheb
Port lotniczy Cheb (ICAO: LKCB) – port lotniczy położony 4,5 km od Cheb, w kraju karlowarskim, w Czechach. Otwarte w roku 1917, jest najstarszym lotniskiem na terenie Czech.